# 遠慮のかたまり

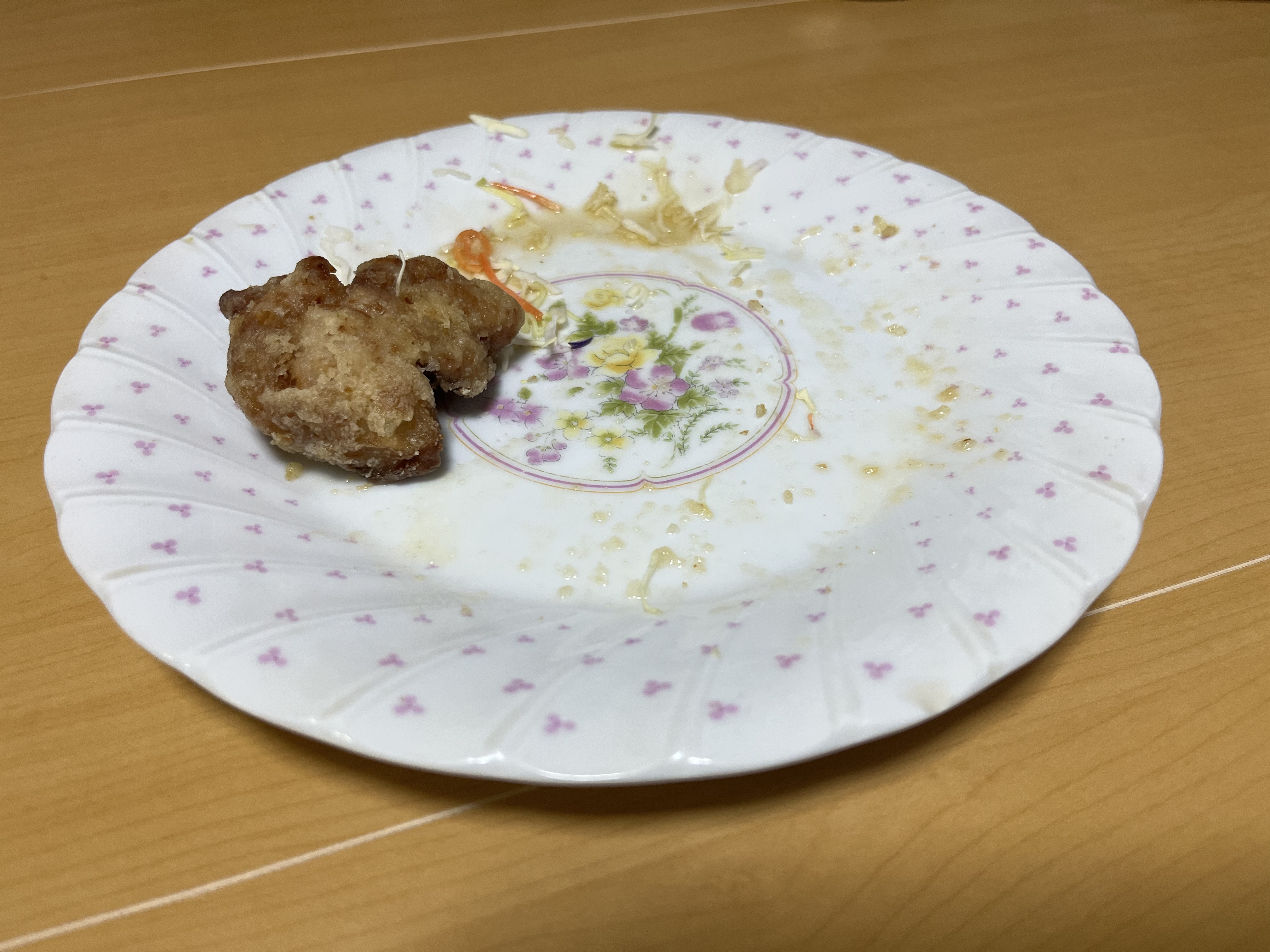
一つだけ残った唐揚げ

遠慮のかたまり（えんりょのかたまり）とは、その場の人々が遠慮しあった結果、大皿料理で最後に1つだけ残ったおかずのこと、またそのような状況を指す言葉。主に関西圏で使用されている言葉であり、大阪弁、関西弁の一つとされることも多い。

## 語の成立
いつ頃から使われ始めたのかは定かでないが、1893年（明治26年）に発行された峯是三郎の「修身教授及訓練法:実験立案」の食事マナーについて書かれた文中に「本邦にても亦然り、俗に皿中に一片一品の残りたるを遠慮のかたまりと云ふにあらすや」と言及されていることから明治時代にはすでに存在していたと考えられる。
SNSの普及やメディアでの紹介などもあり関西以外にも広まってきている。2017年にJタウンネットが行った調査では、遠慮のかたまりの意味が分かる人は東京では3人に2人の割合、全国的にも西日本を中心に意味がわかる人が多いという結果になった。2022年には三省堂国語辞典に新語として収録されている。

### 語源
元々「かたまり」という言葉は嘘のかたまりなど悪い意味の言葉に使われることが多かった。長い時間を経て良い意味の言葉にも「かたまり」という言葉を使用するようになった。それが控えめな行動を指す遠慮と結びつき遠慮のかたまりとなった。他地方の類似の言葉（後述）が残り物という点に着目したものが多いのに対し、遠慮のかたまりは1人1人の遠慮がまとまってできたという意味が込められている。社会言語学者の篠崎晃一は「遠慮の象徴だと捉える感覚が関西らしい」、わかぎゑふは「日本語の表現としては抜群に美しい」と評した。

## 遠慮のかたまりという状況

### 要因
篠崎晃一は、遠慮のかたまりが起こってしまう要因として、「何も言わずに最後の1つを食べるのは後ろめたいとする、礼儀を重んじる日本人の特性がある」と分析している。

### 対処
皿に残った最後の一つを誰も手を付けようとしない場合、「誰か遠慮のかたまり食べて」などと呼びかけそれに応えて他の人物が食べることが一種の儀式のようになっている。じゃんけんで誰が食べるかを決める場合もある。

### その他
日本唐揚協会は、遠慮のかたまりをナイーブな問題だと受け止めている。唐揚げにとってみればできるだけ最高なコンディションで食べてほしいはずなので勇気を出して自分の皿に移してほしいとしている。
居酒屋のアルバイトをしていたウエストランドの井口浩之は、皿を下げて次の料理を出したかったため店員にとって料理の1つ残しは迷惑だったと語っている。

## 別地方での呼び名
日本各地に同じ意味を持つ言葉が存在する。

### 津軽衆
青森県で使われる表現。津軽の人々は厳しい寒さから他人と食料を分けあうという文化があり「遠慮がちな県民性」を表す言葉となった。残った最後の一つを食べた人を「津軽の英雄」と呼ぶ。

### その他
- 南部の1つ残し[11]
- 秋田の1つ残し[12]
- 関東の1つ残し[6]
- 新潟の1つ残し[2]
- 越後の1つ残し[13]
- 信州人のひとくち残し[2]
- 佐賀んもんのいっちょ残し[6]
- 肥後のいっちょ残し[6]

## 日本国外での類例
タイにおいても皿に残った最後の一つを遠慮なく食べる者は少ないとされる。タイ語にも皿に残ったものを指す「コーン・クレーン・チャイ」という語彙が存在し、コーンは「もの」、クレーンは「心配する、畏敬、尊敬」、チャイは「こころ」という意味がある。これは「遠慮のかたまり」とほとんど同じ意味となっている。
スペイン語には、遠慮のかたまりにあたる言葉に「la de la vergüenza」、「pedazo de la vergüenza」がある。

## メディアでの言及
2019年6月9日放送の『ワイドナショー』で、関西以外の人には理解し難い関西弁として遠慮のかたまりが紹介された。兵庫県尼崎市出身の松本人志は遠慮のかたまりを知らなかった。
2020年3月に関西電気保安協会が公開したweb動画には、他の関西あるあると共に遠慮のかたまりに言及するシーンがある。